# Travis McGowan
Travis McGowan är en australisk speedwayförare, född 1981. McGowan kör för Rospiggarna sedan 2006.